# Kozlovo
Kozlovo (en rus: Козлово) és un poble de l'óblast d'Astracan, a Rússia, segons el cens del 2010 tenia 1.834 habitants.